# Ritchiea duchesnei
Ritchiea duchesnei là một loài thực vật có hoa trong họ Capparaceae. Loài này được (De Wild.) Keay miêu tả khoa học đầu tiên năm 1952.